# Levant espagnol
Pour les articles homonymes, voir Levant et Levante (homonymie).

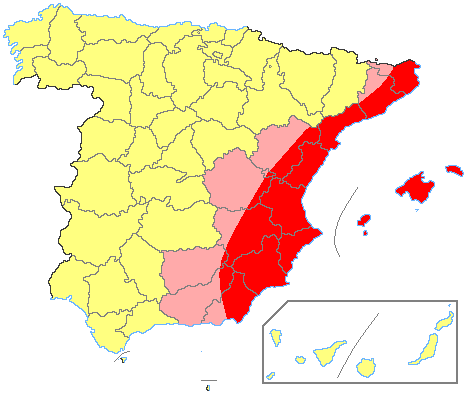
Levant espagnol en rouge

Le Levant espagnol (en espagnol : Levante, en catalan : Llevant) est la zone géographique de la côte méditerranéenne de l'Espagne, particulièrement le Pays valencien et la région de Murcie. On y inclut également parfois d'autres provinces.

## Présentation
L'idée du Levant espagnol a notamment été exposée par l'intellectuel José Ortega y Gasset au début du XXe siècle. Ortega se montrait extrêmement critique envers la division provinciale de 1833 (qui demeure à grand trait celle maintenue jusqu'à nos jours), selon ses termes, peut-être la chose la plus « triste, lamentable et sordide » « du proche passé espagnol » : « on inventa la division la plus arbitraire de toutes en quadrillant le corps sacré de l'Espagne en cette chose ridicule des provinces. Inspirée par une sèche politique métrico-décimale, nos pays ne leur doit en presque un siècle, aucun bénéfice ni aucune aide [...] la Province est simplement un maladroit tatouage dont on a maculé la peau de la Péninsule. » Il proposa une division de l'Espagne en dix grandes régions, dont une nommé Levante et ayant pour capitale Valence, ce qui fait de lui en quelque sorte un précurseur de l'Espagne des autonomies. Ce territoire resta néanmoins mal défini, car on y incluait parfois les provinces de Murcie et d'Albacete, d'autres fois on séparait celle d'Alicante de Valence pour la rattacher à ces deux dernières, et l'on adjoignait à Valence la Province de Teruel et parfois celle de Cuenca,.
Le terme de Levant est aujourd'hui utilisé pour faire référence à un aspect commun pour cette zone de l'Espagne, que ce soit social, climatique, historique ou autre. Il reste peu accepté par la population et est rejeté par certains intellectuels, qui la considèrent comme une tentative de dépersonnaliser le territoire cette dénomination, impropre pour désigner le Pays valencien,,,.